# Diplomatsko priznanje
Diplomatsko priznanje je v mednarodnem pravu enostransko deklarativno politično dejanje države, ki priznava dejanje ali status druge države ali vladavine, ki nadzira državo (lahko tudi priznano državo). Priznanje se lahko podeli de facto ali de jure. Priznanje je lahko namenska izjava vlade, ki priznava državo, ali pa je lahko implicirano iz dejanja priznanja, kot je sklenitev pogodbe z drugo državo ali državni obisk. Priznanje ima lahko, ni pa nujno, domače in mednarodne pravne posledice. Če dovolj držav prizna določen subjekt kot državo, ima ta država pravico do članstva v mednarodnih organizacijah, medtem ko lahko nekatere pogodbe zahtevajo soglasje vseh držav članic za pristop nove države k pogodbi.
Glasovanje države v Združenih narodih za članstvo druge države je implicitno priznanje države s strani države, ki tako glasuje, saj so članice ZN lahko le polno priznane države. Po drugi strani pa negativen glas za članstvo v ZN ne pomeni nujno nepriznavanja kandidatke kot države, saj se lahko za članstvo v ZN štejejo druga merila, zahteve ali posebne okoliščine. Podobno se lahko država odloči, da ne bo zaprosila za članstvo v ZN iz lastnih razlogov, kot je bilo v primeru Vatikana, Švica pa ni bila članica do leta 2002 zaradi skrbi, da bi ohranila svojo politiko nevtralnosti.
Nepriznavanje posameznih dejanj države običajno ne vpliva na priznanje same države. Tako mednarodna zavrnitev okupacije določenega ozemlja s strani priznane države ne pomeni nepriznavanja same države niti zavrnitve zamenjane vlade.

## Priznanje držav in vlad
Diplomatsko priznanje je treba razlikovati od formalnega priznanja držav ali njihovih vlad. Opustitev vzdrževanja dvostranskih diplomatskih odnosov ne pomeni, da se državi medsebojno ne priznavata ali obravnavata kot državi. Državi ni treba podeliti uradnega dvostranskega priznanja nobeni drugi državi, nekatere pa imajo splošno politiko tovrstnega početja, saj menijo, da je glasovanje za njeno članstvo v mednarodni organizaciji, kot so Združeni narodi, dejanje priznanja.
Po mnenju nekaterih so države odgovorne, da za državo ne priznajo nobene entitete, ki je državne kvalifikacije pridobila s kršitvijo osnovnih načel Ustanovne listine ZN: Varnostni svet ZN je v več primerih (Resolucija 216 (1965) in Resolucija 217 (1965) o Rodeziji; Resolucija 541 (1983) o Severnem Cipru; in Resolucija 787 (1992) o Republiki Srbski) so izdale resolucije iz poglavja VII (zavezujoče v mednarodnem pravu), ki so zanikale njihovo državnost in onemogočale priznanje. V svetovalnem mnenju Meddržavnega sodišča iz leta 2010 o razglasitvi neodvisnosti Kosova je ICJ razsodilo, da »splošno mednarodno pravo ne vsebuje veljavne prepovedi razglasitev neodvisnosti.« Sodišče je skrbno opozorilo, »da je Varnostni svet v vseh teh primerih odločal o konkretnem položaju, ki je obstajal v času ob podajanju deklaracij neodvisnosti; njenimi nezakonitostmi ki niso izhajale iz enostranskega značaja teh izjav kot takih, temveč da so bile ali bi bile povezane z nezakonito uporabo sile ali drugimi hudimi kršitvami splošnega mednarodnega prava, zlasti tistih peremptorne narave (jus cogens). Varnostni svet v kontekstu Kosova ni nikoli zavzel tega stališča. Izjemna narava zgoraj naštetih resolucij po mnenju Sodišča potrjuje, da iz prakse Varnostnega sveta ni mogoče sklepati na splošno prepoved enostranskih razglasitev neodvisnosti.«
Države lahko svoja pooblastila za priznanje izvajajo eksplicitno ali implicitno. Priznanje vlade pomeni priznanje države, ki ji vlada, vendar tudi države s politiko uradnega priznavanja držav morda nimajo politike, ki bi enako storila glede vlad.
De facto priznanje držav namesto de jure je redko. Priznanje de jure je močnejše, medtem ko je priznanje de facto bolj pogojno in priznava le izvajanje vladavine nad ozemljem. Primer razlike je, ko je Združeno kraljestvo de facto priznalo sovjetsko državo leta 1921, de jure pa šele leta 1924. Drug primer je država Izrael leta 1948, katere vlado so de facto takoj priznale ZDA, tri dni kasneje pa de jure še Sovjetska zveza. Prav tako je Republika Kitajska, splošno znana kot Tajvan, na splošno priznana kot de facto neodvisna in suverena, vendar de jure ni splošno priznana zaradi zapletenega političnega statusa Tajvana, povezanega z umikom priznanja Združenih narodov kot naklonjenost Ljudski republiki Kitajski leta 1971.
Obnovitev priznanja vlade ob spremembi na običajen, ustaven način (kot so volitve ali referendum) ni potrebna, lahko pa je potrebna v primeru državnega udara ali revolucije. Priznanje nove vlade s strani drugih držav je lahko pomembno za njeno dolgoročno preživetje. Tako so talibansko vlado Islamske države Afganistan, ki je trajala od leta 1996 do 2001, priznali le Pakistan, Združeni arabski emirati in Savdska Arabija, medtem ko jih je veliko več priznalo vlado odstavljenega predsednika Burhanudina Rabanija. Spornega ozemlja Džamu in Kašmir pod nadzorom Indije ne priznavajo Pakistan, Ljudska republika Kitajska in Republika Turčija.
Priznanje so lahko tudi druga dejanja, kot je obisk voditelja države ali podpis dvostranske pogodbe. Če je implicitno priznanje možno, lahko država čuti potrebo po izrecni razglasitvi, da dogodek ne pomeni priznanja, tako kot so Združene države leta 1988 začele svoj dialog s Palestinsko osvobodilno organizacijo.

## Umaknitev priznanja
Država lahko po umiku iz vseh diplomatskih odnosov, kot so veleposlaništva in konzulati, z državo prekliče diplomatsko priznanje druge države ali preprosto zavrne sodelovanje s to drugo državo, in od druge države zahteva enako. Država bo imenovala zaščitno silo, ki bo zastopala njene interese v drugi državi.
Doktrina nepriznavanja nezakonitih ali nemoralnih situacij, kot so ozemeljske pridobitve, dosežene s silo, se imenuje Stimsonova doktrina in je postala pomembnejša od druge svetovne vojne, zlasti v Združenih narodih, kjer je metoda za zagotavljanje skladnosti z mednarodnim pravom – na primer v primeru Rodezije leta 1965. Umik priznanja vlade je hujše dejanje neodobravanja kot prekinitev diplomatskih odnosov.

## Priznanje vlad
Poleg priznavanja drugih držav lahko države priznavajo tudi vlade držav. To je lahko problematično, zlasti ob nezakoniti menjavi vlade v državnem udaru, ali ko obstoječa vlada ostane na oblasti s prirejanjem volitev. Države so nekoč uradno priznavale vlado države in državo samo, vendar mnoge ne sledijo več tej praksi; čeprav je za ohranitev diplomatskih odnosov nujno, da obstaja vlada, s katero lahko sodelujejo v diplomatskih odnosih. Države, kot so ZDA, na vprašanja o priznavanju vlad odgovarjajo z izjavo: »Vprašanja o priznanju se ne postavlja: vzdržujemo naše odnose z novo vlado.«

## Nepriznane države
Več svetovnih geopolitičnih entitet nima splošnega mednarodnega priznanja, vendar želijo biti priznane kot suverene države. Stopnja dejanskega nadzora, ki jo imajo subjekti nad zahtevanimi ozemlji, je različna.
Večina je podnacionalnih regij z lastno etnično ali nacionalno identiteto, ki so se ločile od prvotne matične države. Takšne države se običajno imenujejo "separatistične" države. Nekatere od teh entitet so pravzaprav notranji samoupravni protektorati, ki uživajo vojaško zaščito in neformalno diplomatsko predstavništvo v tujini prek druge države, da preprečijo prisilno ponovno vključitev v svoje prvotne države.
Upoštevajte, da se beseda 'nadzor' na tem seznamu nanaša na nadzorovanje zasedenih območij, ne pa na zasedbe zahtevanega območja. Nepriznane države imajo lahko popoln nadzor nad zasedenim ozemljem (kot je Severni Ciper) ali le delni nadzor (kot je Zahodna Sahara). V prvem imajo de jure vlade majhen ali ničen vpliv na območja vladanja, medtem ko imajo v drugem različne stopnje nadzora in lahko lokalnim prebivalcem zagotavljajo bistvene storitve.

## Druge vrste priznanj
Drugi elementi, ki jih je mogoče priznati, vključujejo okupacijo ali priključitev ozemlja ali vojne pravice strani v spopadu. Priznanje slednje ne pomeni priznanja države.
Formalno priznanje bojujoče se strani, ki je dandanes redko, pomeni, da so strani v državljanski vojni ali drugem notranjem konfliktu »upravičene do odvzema pravic vojskovanja, s čimer se prizna, da ima uporniška skupina zadostne mednarodne kapacitet, da podpira položaj tovrstnih pravic in dolžnosti.« Razširitev pravic vojskovanja običajno opravijo druge države, ne pa vlada, ki se bori proti uporniški skupini.
Primeri priznanja vojskujočega se statusa vključujejo:
- Leta 1823 je Združeno kraljestvo priznalo grške revolucionarje proti Otomanskemu cesarstvu kot vojskujoči se strani med grško vojno za neodvisnost.[9]
- Združeno kraljestvo je kmalu po izbruhu ameriške državljanske vojne izdalo razglas o nevtralnosti, ki je »konfederaciji tiho podelila status vojskujoče se države, pravico do sklepanja posojil in kupovanja zalog v nevtralnih državah ter uveljavljanja pravic do vojskovanja na odprtem morju.«[10] Druga pomembna pravica, ki je bila podeljena vojskujočim se stranem in je bila v tistem času ocenjena kot potencialno pomembna, je bila pravica do izdajanja markinskih pisem.[11] Britanska razširitev definicije vojskujoče se strani do priznanja Konfederacije je močno razjezila in zaskrbela Združene države, ki so si močno in uspešno prizadevale preprečiti popolno diplomatsko priznanje.[10]
- Med državljansko vojno v Nikaragvi je Andska skupina (Bolivija, Kolumbija, Ekvador, Peru in Venezuela) »razglasila, da v Nikaragvi obstaja 'vojno stanje' in da sile Sandinistične narodnoosvobodilne fronte (FSLN) predstavljajo 'legitimno vojsko.'[12] V izjavi, ki je bila podana ob močnem nasprotovanju ZDA, je bilo navedeno, da so sandinisti upravičeni do »obravnave in prerogativ« po mednarodnem pravu.[13] Ta deklaracija je andskim državam omogočila, da FSLN zagotovijo orožje.[12]
- Med salvadorsko državljansko vojno sta Francija in Mehika avgusta 1981 priznali Nacionalno osvobodilno fronto Farabundo Martí v Salvadorju kot vojskujočo se stran.[14]